# Etzel Gysling
Etzel Heinrich Gysling (* 1937) ist ein Schweizer Mediziner und Autor. Er ist Fachmann für unabhängige und praxisgerechte Arzneimittelinformation.
Etzel Gysling studierte Medizin an der Universität Zürich und wurde mit der Dissertation Zur Konstitution der Neurodermitis-Patienten: Kreislauf-, Körperbau- und ergänzende Untersuchungen bei 30 Patienten der Dermatologischen Universitätsklinik Zürich 1965 promoviert. Das Staatsexamen legte er 1962 ab. Den Facharzttitel in Klinischer Pharmakologie und Toxikologie erwarb er 1990.
Von 1970 bis 1977 war er Assistenzprofessor an der Université de Sherbrooke, Kanada. Nach seiner Rückkehr in die Schweiz eröffnete er eine Arztpraxis in Wil SG. Er wollte neue Medikamente kritisch unter die Lupe nehmen und ihre Wirkungen, Nebenwirkungen, Kosten und problematische Anwendungen untersuchen. Als Hausarzt übt er gegen den Widerstand interessierter Kreise seit 40 Jahren Kritik an der Pharmaindustrie. Seine Ergebnisse veröffentlicht er. So stellte er zusammen mit Kollegen eine Liste von hundert bewährten Medikamenten zusammen, welche in 90 Prozent aller in der Hausarztpraxis vorkommenden Probleme eine adäquate Behandlung erlauben sollen. Die entsprechende Publikation ist in dritter Auflage erschienen.

## Veröffentlichungen
- Behandlung häufiger Symptome: Leitfaden zur Pharmakotherapie. Hans Huber, Bern und Stuttgart, 1976. ISBN 345680265X
- Gründer und Herausgeber der Zeitschrift Pharma-Kritik, seit 1979.[1]
- mit Hans Gammeter et al: 100 wichtige Medikamente: eine Pharmakritik-Publikation. Infomed-Verlags-AG, Wil SG, 1994. ISBN 3952062405
- mit Rainer Lasek und Walter Rummel: Arzneimittelinteraktionen: Auswahl für die Praxis. Deutscher Ärzte-Verlag, Köln, 1995. ISBN 3769111184
- mit Ariane de Luca: Zytochrome und ihre Bedeutung für Arzneimittelinteraktionen. Infomed-Verlags-AG, Wil, 3. Aufl. 2003. ISBN 3952062421
- mit Corinne Gysling: Tipps und Tricks für die "medizinische" Verwendung des Internets. Infomed-Verlags-AG, Wil, 4. Aufl. 2003. ISBN 395206243X
- weitere Veröffentlichungen: Etzel Gysling. researchgate.net, abgerufen am 29. März 2021

## Auszeichnungen
- 1993: Ehrendoktor der Universität Basel